# أنطوان كيتابجي
أنطوان كيتابجي رجل دولة وجنرال كان مديرا للجمارك والوسيط الأول لشركة دارسي البريطانية التي اكتشفت النفط في إيران، ولد الجنرال أنطوان كيتابجي خان Kitabgi في إقليم العاصمة الإيرانية طهران أبان عصر الإمبراطورية الفارسية  سنة 1841 م وفي سنة 1872 م وقع شاه ايران آنذاك ناصر الدين اتفاق مع باحث المناجم اليهودي المتنصر الأماني – البريطاني السير بول جوليوس رويتر حق امتياز للبحث والتنقيب عن الثروات الطبيعية في البلاد بجانب اتفاقيات أخرى كشراء خطوط سكك الحديد المستعملة وبعض خشب الغابات الجنوبية في بلاد فارس فأعترض القوميون الفرس وتم انتهاء العقد بعد عشر سنوات دون التوصل إلى اكتشاف أي من منابع النفط المتوقعة هناك وفي سنة 1900م كان أنطوان كيتابجي قد تقاعد من إدارة الجمارك في بلاده واصبح المفوض الفارسي العام لمعرض باريس حيث التقى السفير البريطاني السابق في طهران السيرهنري دروموند وولف الذي اطلعه على تقرير عالم الجيولوجي الفرنسي جاك دي وملخصه أن  جنوب غرب الإمبراطورية الفارسية عائم على بحيرة من النفط وفي 14 -11-1900 اجتمعوا جميعا مع المحامي ورجل الأعمال في مجال التعدين والتنقيب عن الذهب والمعادن البريطاني - الأسترالي السير ويليام نوكس دارسي  في قصره بمدينة نورفولك واقنعوه بالاستثمار في مجال جديد بالنسبة له وهو التنقيب عن النفط أو الذهب الأسود في ايران وكان للخان أنطوان كيتابجي دور كبير في ذاك الأقناع وبتاريخ  28 -5- 1901 م  وقع الشاه الفارسي مظفر الدين امتياز التنقيب النفطي مع دارسي لمدة ستين عام بأشراف كيتابجي خان يغطي الاتفاق 3/4 من بلاد فارس كما نجح كيتابجي باستبعاد عمدا القيصر الروسي المهتمين بالبحث والتنقيب لتوسيع أعمالهم النفطية وربطها باقليم باكو آنذاك ولكن عروضهم كانت غير واضحة ومفاوضاتهم طويلة وكانت تلك نقاط ضعف استغلها كيتابجي لصالح شركة دارسي التي أصبحت لاحقا الأنجلو فارسية ثم الأنجلو إيرانية ثم برتش بتروليوم .